# 滝川末一
滝川 末一（瀧川、たきかわ すえいち、1891年（明治24年）6月9日 - 1990年〈平成2年〉2月9日）は、昭和期の薬剤師、政治家。内閣官房次長、大阪市会議員。

## 経歴
大阪府出身。大阪市東淀川区で薬局を経営した。1927年（昭和2年）11月、第1回社会民衆党全国大会で中央委員に選出された。同年、大阪無産者病院設立発起人に就任。1932年（昭和7年）1月、社会民衆党全国大会で中央執行委員に選出されたが、同年5月、同党を離党。1933年（昭和8年）10月、日本労働同盟の新党結成に参画し大阪協議会長となり、1934年（昭和9年）2月、勤労日本党結成大会で国際部長に選出された。1940年（昭和15年）3月、日本労働総同盟の新党準備会・中央準備委員となるが、同年5月、勤労国民党の結成を禁じられた。この間、大阪市会議員を通算2期務めた。その他、日本薬剤師会理事を務めた。
戦後、日本社会党の結成に参画し、同党大阪府支部連合会会計、同書記長を務めた。1926年（大正15年）以降、20数年にわたり西尾末広の補佐役として活動していたことから、西尾が片山内閣の内閣官房長官に就任すると内閣官房次長に登用され、1947年（昭和22年）6月10日から1948年（昭和23年）3月10日まで在任した。また、大阪府薬剤師会副会長、日本薬剤師会常務理事なども務めた。
1990年（平成2年）2月、急性心不全で死去した。

## 公職選挙歴
- 大阪府会議員選挙（大阪市東淀川区、1927年9月、社会民衆党公認）落選[1]
- 大阪市会議員選挙（大阪市東淀川区、1929年6月、社会民衆党公認）当選[1]
- 大阪府会議員選挙（大阪市東淀川区、1931年、社会民衆党公認）落選[1]
- 大阪市会議員選挙（大阪市東淀川区、1937年6月、社会大衆党公認）当選[1]
- 大阪市会議員選挙（大阪市東淀川区、1942年、大政翼賛会推薦）次点落選[1]
- 第22回衆議院議員総選挙（大阪府第2区、1946年4月、日本社会党公認）落選[6]
- 第24回衆議院議員総選挙（大阪府第4区、1949年1月、日本社会党公認）落選[7]
- 第27回衆議院議員総選挙（大阪府第4区、1955年2月、右派社会党公認）落選[8]

## 著作
- 『無產政黨合同問題の解剖 : 眞の戰線統一は如何にすべきか新愛国論』瀧川末一、1931年。